# Relația dintre limbaj și memorie
Memoria este procesul psihic de întipărire, stocare și reactualizare a informațiilor, definind dimensiunea temporală a organizării psihice prin integrarea ei pe cele trei segmente ale orizontului temporal – trecut, prezent și viitor.
Limbajul reprezintă un sistem complex de comunicare verbală între oameni folosind simboluri.

## Caracteristicile și funcțiile memoriei
Memoria se caracterizează prin câteva trăsături esențiale, care îi sunt imprimate de integrarea ei în structura proceselor și activităților specifice. Memoria este activă, selectivă, contextuală, mijlocită, organizată logic și sistemic. În investigarea și evaluarea nivelului de dezvoltare și eficiență al memoriei se iau în considerare următorii parametri: volumul, trăinicia, fidelitatea, completitudinea, promptitudinea.

## Caracteristicile și funcțiile limbajului
Limbajul verbal este instrumentul specific uman de realizare a comunicării interdividuale și de codificare-vehiculare a proceselor informaționale la nivelul creierului. El reprezintă modul de organizare, integrare și funcționare a limbii la nivel individual sau, altfel spus, comportamentul comunicațional-verbal, structurat pe baza limbii. Limbajul îndeplinește urmatoarele funcții:  de comunicare, de cunoaștere, de reprezentare, expresivă, de reglare, ludică și dialectică.

## Relația dintre limbaj și memorie
Între limbaj și memorie este o strânsă legătură care comandă mișcările, înțelegerea limbajului și centrul vizual, auditiv și cel de scriere. Toate acestea duc la o strânsă conexiune între veriga de execuție și veriga de recepție.

## Influența limbajului asupra memoriei
Limbajul influențează memoria prin centrul motor, care comandă și facilitează recepția și înțelegerea mesajului, pentru  fixarea experienței.

## Exersarea memoriei
Memoria psihică dobândește continuitatea identității în timp. Ea se datorează plasticității creierului - abilitatea de a-și modifica starea internă sub influența stimulilor externi și capacității de înregistrare, păstrare și reactivare a acestor stimuli. O memorie poate fi considerată mai bună, mai eficientă cu cât posedă un volum mai mare, o fidelitate mai bună și o completitudine mai mare.

## Educabilitatea memoriei și expresivitatea limbajului
Condiția principală a educabilității este exercițiul sistematic și permanent. În afară de exercițiu, optimizarea memoriei este condiționată și de alți factori: subiectivi și obiectivi.
Limbajul este un ansamblu de elemente cu valoare de designare, care servește ca instrument de codificare și transmisie a informației în cadrul unui grup și a unor situații particulare. El reprezintă modul de organizare și funcționare a limbii la nivel individual.

## Memoria și comunicarea non-verbală
Cu cât gradul de organizare și sistematizare al materialului este mai ridicat, cu atât va contribui la perfecționarea schemelor logice interne ale memoriei. De aceea, în memorarea oricărui material nou trebuie să încercăm să-l organizăm, să-l reformulăm în așa fel încât să devină cât mai inteligibil.